# Andrea Erni
Pour les articles homonymes, voir Erni.
Andrea Erni, né le 22 octobre 1970, est un coureur de fond suisse. Il est double champion suisse de course en montagne et a terminé deuxième du Grand Prix alpin 1998.

## Biographie
Andrea fait ses débuts en athlétisme sur piste où il se spécialise sur la distance du 1 500 m. Il prend part aux championnats du monde juniors d'athlétisme 1988 à Sudbury. Malgré un excellent résultat lors des séries, il ne parvient pas à effectuer une bonne course en finale et se classe onzième. Il s'illustre également en cross-country en remportant le titre de champion suisse junior en 1988 et 1989.
Il se spécialise ensuite sur la distance du 5 000 m et remporte son premier titre national senior en 1992 sur cette distance.
Il tente de se qualifier pour les Jeux olympiques d'été de 1996 mais n'y parvient pas. Il se tourne alors vers la course en montagne. Il prend part à la course de montagne de Gamperney le 24 mai 1998 qui compte alors comme championnats suisses de course en montagne. Alors que le champion en titre Martin von Känel semble se diriger vers la victoire, Andrea fait parler son expérience de pistard pour le doubler dans le sprint final et décrocher le titre. Le 12 juillet, il termine deuxième de la course de montagne du Danis. Il participe aux trois autres course du Grand Prix alpin 1998 et grâce à sa bonne consistance se classe deuxième du classement général,.
Le 20 juin 1999, il s'élance comme favori des championnats suisses de course en montagne. Adoptant un départ prudent, il gère la course et accélère en fin de parcours pour assurer la victoire et le titre. Le 4 juillet 1999, il prend le départ du Trophée européen de course en montagne à Bad Kleinkirchheim. Il termine neuvième et meilleur Suisse. Il décroche la médaille d'argent par équipes avec Karl Jöhl et Alexis Gex-Fabry.

## Palmarès

### Piste
| Année | Compétition                       | Lieu       | Place | Épreuve | Temps          |
| ----- | --------------------------------- | ---------- | ----- | ------- | -------------- |
| 1992  | Championnats suisses d'athlétisme | Lucerne    | 1er   | 5 000 m | 14 min 25 s 42 |
| 1993  | Championnats suisses d'athlétisme | Saint-Gall | 3e    | 1 500 m | 3 min 52 s 69  |

### Course en montagne
| no  | masculin          | Course                                     | Longueur | Départ          | Temps       |
| --- | ----------------- | ------------------------------------------ | -------- | --------------- | ----------- |
| 1re | Médaille d'or     | Championnats suisses de course en montagne | 8,8 km   | 24 mai 1998     | 44 min 38 s |
| 2e  | Médaille d'argent | Course de montagne du Danis                | 10,4 km  | 12 juillet 1998 | 41 min 53 s |
| 1re | Médaille d'or     | Championnats suisses de course en montagne | 12,3 km  | 20 juin 1999    | 54 min 10 s |
| 9e  | 9e                | Trophée européen de course en montagne     | 10,3 km  | 4 juillet 1999  | 54 min 21 s |

## Records
| Épreuve      | Performance    | Date              | Lieu   |
| ------------ | -------------- | ----------------- | ------ |
| 1 500 mètres | 3 min 42 s 04  | 4 août 1993       | Zurich |
| Mile         | 4 min 12 s 24  | 17 août 1994      | Zurich |
| 3 000 mètres | 8 min 0 s 71   | 15 septembre 1993 | Parme  |
| 5 000 mètres | 13 min 48 s 54 | 7 juillet 1994    | Aarhus |